# Armando Fernández (football)
Pour les articles homonymes, voir Armando Fernández et Fernández.
Armando Fernández Prieto, plus connu sous le diminutif de Mandi, né le 24 mars 1932 à Oviedo (Asturies, Espagne) et mort le 20 décembre 2001, est un footballeur espagnol qui jouait au poste d'ailier droit.

## Biographie

### En club
Mandi, un ailier droit très rapide, commence à jouer avec l'Unión Ovetense. En 1952, il passe dans les rangs du Real Oviedo.
Mandi est recruté par le FC Barcelone en 1954. En trois saisons au Barça, il joue 27 matchs de championnat et remporte la Coupe d'Espagne en 1957.
En 1957, il rejoint le Real Jaén. Une grave blessure au genou le laisse longtemps indisponible et l'empêche de débuter en équipe d'Espagne[réf. nécessaire].
Il joue une dernière saison avec l'UP Langreo en 1962-1963 avant de mettre un terme à sa carrière.

### Équipe nationale
Il joue quelques matchs avec l'équipe d'Espagne B.

## Palmarès
Avec le FC Barcelone :
- Vainqueur de la Coupe d'Espagne en 1957